# Età del ferro germanica
Età del ferro germanica è il nome dato al periodo compreso tra il 400 e l'800 in Europa settentrionale, una parte delle invasioni barbariche.

## Descrizione
Segue l'età del ferro romana, ed il suo inizio è segnato dalla caduta dell'Impero romano d'Occidente e dalla nascita dei regni germanici dell'Europa occidentale. In Scandinavia viene seguito dall'epoca vichinga.
Viene divisa in due parti, la seconda delle quali (550-800) è nota come era di Vendel, sviluppatasi in Norvegia.
Durante la caduta dell'impero romano una gran quantità d'oro affluì in Scandinavia, dove venne usato per la creazione di eccellenti oggetti artigianali. L'oro venne usato per forgiare foderi e bratteati.
Dopo la scomparsa dei romani l'oro iniziò a scarseggiare, e gli scandinavi iniziarono a produrre oggetti in bronzo dorato, con raffigurazioni di animali in stile scandinavo. Le decorazioni della prima parte di questa età (400-550) mostrano animali abbastanza fedeli dal punto di vista anatomico, mentre nella seconda parte si evolsero in forme più complicate tipiche dell'epoca vichinga.